# Nawasielle (rejon orszański)
Nawasielle (biał. Наваселле; ros. Новоселье, Nowosielje) – wieś na Białorusi, w obwodzie witebskim, w rejonie orszańskim, w sielsowiecie Wuscie. Graniczy z Bołbasowem.